# Вулиця Механічна (Львів)
Вулиця Механічна — вулиця в Личаківському районі Львова, у місцевості Знесіння. Пролягає від вулиці Богдана Хмельницького до вулиці Новознесенської.

## Історія
Сучасна вулиця Механічна утворилася шляхом злиття двох вулиць — Сонячної, яка пролягала на Новому Знесінні вздовж залізниці, та Доїздової, яка йшла від вулиці Сонячної на північ, до вулиці Богдана Хмельницького. Первісні назви цих вулиць відомі з 1931 року. У 1934 році обидві вулиці об'єднали в одну — вулицю Щепановського, названу на честь польського економіста і громадського діяча Станіслава Щепановського. У 1946 році, після встановлення у Львові радянської влади, вулиця отримала сучасну назву.
У другій половині XX століття траса вулиці Механічної зазнала істотних скорочень через розширення території заводу «Алмазінструмент». У 1993 році частину вулиці виділили в окрему вулицю Ратича, втім, один з будинків по цій вулиці ще й досі має адресу вулиця Механічна, 2.

## Забудова
Непарна частина вулиці Механічної забудована одно- та двоповерховими житловими будинками 1930-х років, зведених у стилі конструктивізму. З парного боку простягаються промислові будівлі (завод «Алмазінструмент»).
Біля сучасної вулиці Механічної до Другої світової війни розташовувалася синагога «Осе Тов», зведена у 1871 році. Вулиця Райха, де під № 4 містилася синагога, простягалася паралельно початковому відтинку вулиці Механічної, від Новознесенської до Богдана Хмельницького, і зникла у другій половині XX століття, фактично перетворившись на міжбудинковий проїзд. Втім, точне розташування знесенської синагоги наразі невідоме.